# イタリア系ブラジル人
イタリア系ブラジル人（イタリアけいブラジルじん、ポルトガル語:Ítalo-Brasileiro）は、イタリアにルーツを持つブラジル国籍の人々。

## 概要
ブラジルで奴隷制が廃止された後、プランテーションでの労働力確保のため、19世紀後半に大量にイタリア人の移民が行われた。
主に南部及び南東部のサンパウロ州、リオ・グランデ・ド・スル州、サンタカタリーナ州に多く居住している。
イタリア系ブラジル人はブラジル国民の25%占めているといわれる。ヨーロッパ系としては最多である。